# Васлуй (футбольний клуб)
«Васлуй» (рум. Vaslui) — румунський футбольний клуб із міста Васлуя, заснований 2002 року. Виступає у лізі 1.

## Досягнення

### Національні
Ліга 1:
- Переможець (0): найкращий результат 2-ге місце (2011–12)

Ліга 2:
- Переможець (1): 2004–05
- Друге місце (1): 2003–04

Ліга 3:
- Друге місце (1): 2002–03

Кубок Румунії:
- Переможець (0):
- Фіналіст (1): 2009–10

### Європейські
Кубок Інтертото:
- Переможець (1): 2008

## Виступи в єврокубках
| Сезон   | Змагання        | Раунд   | Клуб           | Вдома | На виїзді |
| ------- | --------------- | ------- | -------------- | ----- | --------- |
| 2008–09 | Кубок Інтертото | 3Р      | Нефтчі         | 2–0   | 1–2       |
| 2008–09 | Кубок УЄФА      | 2КР     | Металургс      | 3–1   | 2–0       |
| 2008–09 | Кубок УЄФА      | 1Р      | Славія         | 1–1   | 0–0 (г)   |
| 2009–10 | Ліга Європи     | 3КР     | Омонія         | 2–0   | 1–1       |
| 2009–10 | Ліга Європи     | ПО      | АЕК Афіни      | 2–1   | 0–3       |
| 2010–11 | Ліга Європи     | ПО      | Лілль          | 0–0   | 0–2       |
| 2011–12 | Ліга чемпіонів  | 3КР     | Твенте         | 0–0   | 0–2       |
| 2011–12 | Ліга Європи     | ПО      | Спарта Прага   | 2–0   | 0–1       |
| 2011–12 | Ліга Європи     | Група D | Спортінг       | 1–0   | 0–2       |
| 2011–12 | Ліга Європи     | Група D | Лаціо          | 0–0   | 2–2       |
| 2011–12 | Ліга Європи     | Група D | Цюрих          | 2–2   | 0–2       |
| 2012–13 | Ліга чемпіонів  | 3КР     | Фенербахче     | 1–4   | 1–1       |
| 2012–13 | Ліга Європи     | ПО      | Інтернаціонале | 0–2   | 2–2       |